# Oljeskada

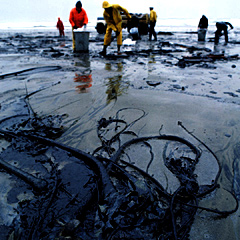
Tång efter oljeutsläpp

Oljeskada definieras i sjölagen som  dels skada som orsakats av förorening genom olja från ett fartyg och som uppkommit utanför fartyget, i fråga om försämring av miljön dock endast utebliven vinst samt kostnader för rimliga återställningsåtgärder som har vidtagits eller planeras, dels kostnader för förebyggande åtgärder och skada som orsakats av sådana åtgärder.
Termen oljeskada  används oftast när det gäller oljeutsläpp till havs men utsläpp av olja förekommer vid drillning och efter olyckor med tankbilar och vid skador på eller bränder av oljecisterner och oljekällor.

## Till havs
Kända olyckor till havs är förlisningen av Torrey Canyon och Exxon Valdez samt branden på Deepwater Horizon i Mexikanska golfen.

## Till lands
Till lands anses oljeutsläppen under Kuwaitkriget vara den värsta katastrofen hittills. Det anses att irakiska trupper satte eld på fler än 600 oljekällor. Bränderna startade i januari 1991 och den sista branden var släckt i november samma år. Omkring 950 000 kubikmeter olja förlorades varje dag.

## Särskild ersättning vid hotande miljöskada
Om bärgare har utfört bärgningsarbete avseende ett fartyg som självt eller genom sin last hotade att orsaka miljöskada, har han rätt till särskild ersättning (bärgarlön) för sina kostnader av redaren och ägaren till fartyget enligt 16 kap 9 § sjölagen.

## Jämför
- Oljeutsläpp